# 마누스섬

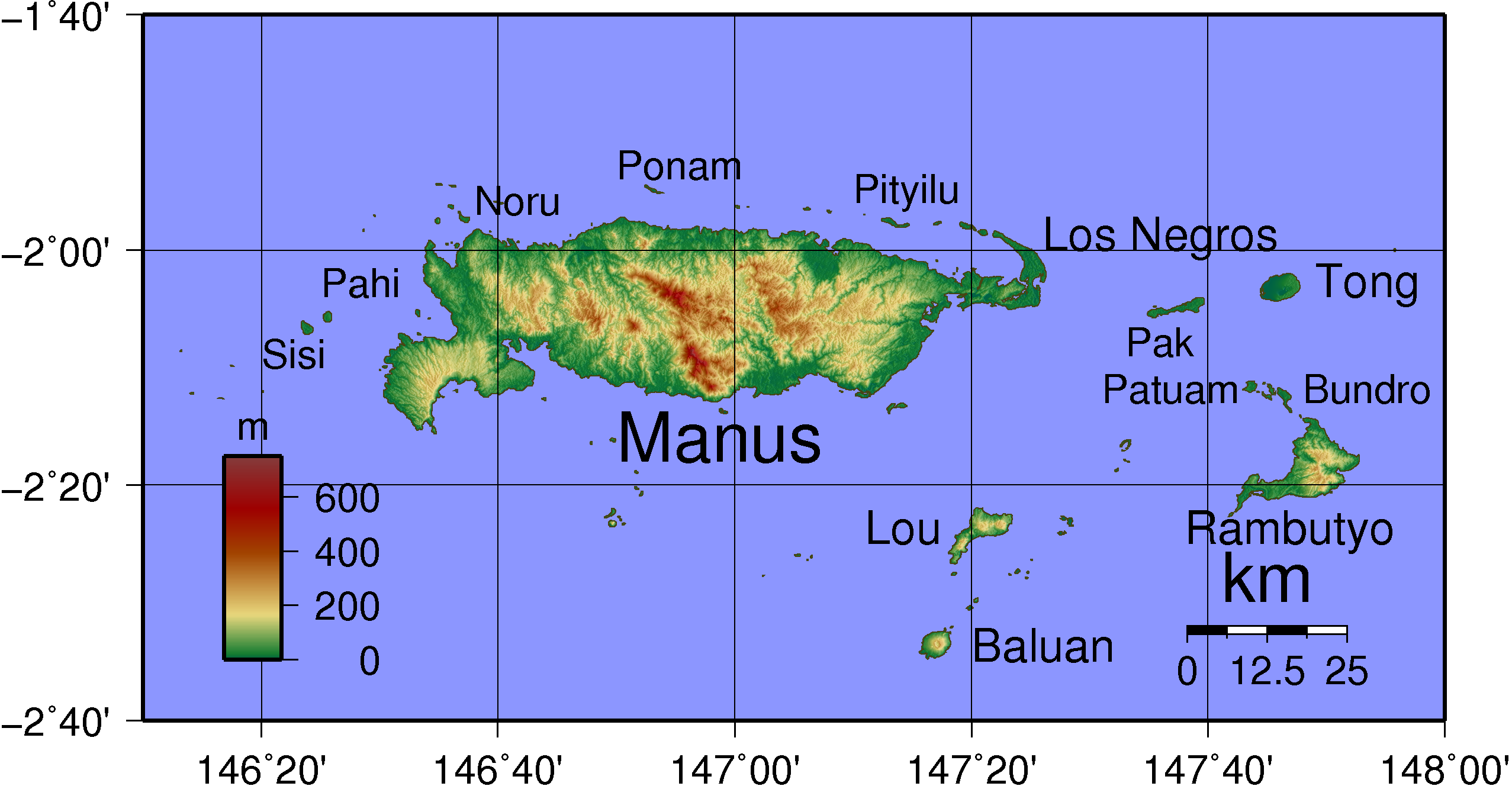
마누스섬의 위치

마누스섬(Manus Island)는 파푸아뉴기니의 섬으로, 비스마르크 제도에서 가장 큰 섬이다. 행정 구역상으로는 마누스주에 속하며 인구는 약 33,000명이다. 섬 전체가 우림으로 뒤덮여 있고 최고점은 해발 700m이며 마누스주의 주도인 로렝가우가 이 곳에 위치한다.
제2차 세계 대전 때 일본이 이 곳에 군사 기지를 설치했으며 1944년 미국이 이 곳을 점령하게 된다. 미국의 인류학자 마거릿 미드가 쓴 책인 《뉴기니인의 성장(Growing up in New Guinea)》은 이 곳에 사는 주민들을 주제로 하고 있다.